# Teorema de Heine-Borel
En matemàtiques, el teorema de Heine-Borel també anomenat teorema de Borel-Lebesgue estableix que un subconjunt de {\displaystyle \mathbb {R} ^{n}} és tancat i acotat si i només si és compacte, és a dir si tot recobriment admet un subrecobriment finit. El cas particular del teorema aplicat a la recta real s'anomena sempre Teorema de Heine-Borel, mentre que fora d'aquest cas rep de vegades, el nom de Teorema de Borel-Lebesgue.
Les formulacions principals d'aquest teorema es deuen als matemàtics Eduard Heine, Émile Borel, Henri Léon Lebesgue, Bernard Bolzano i Karl Weierstrass.

## Història i motivació
La història del que avui s'anomena teorema de Heine-Borel comença al segle xix, amb la cerca de teories sòlides per l'anàlisi real. En la teoria descrita era central el concepte de continuïtat uniforme i més concretament el teorema que indica que cada funció contínua en un interval tancat és uniformement contínua. Peter Gustav Lejeune Dirichlet va ser el primer en demostrar-la i implícitament en la demostració va utilitzar l'existència d'un subconjunt finit d'un conjunt obert donat d'un interval tancat. Més tard, altres matemàtics com Eduard Heine, Karl Weierstrass i Salvatore Pincherle van utilitzar tècniques similars. Al 1895, Émile Borel va ser el primer en declarar i demostrar una forma primerenca del teorema, amb una formulació restringida a conjunts contables. Pierre Cousin, Lebesgue i Arthur Schoenflies el van generalitzar a conjunts arbitraris.

## Teoremes Preliminars
| Els subconjunts tancats de conjunts compactes són compactes |

Sigui F un conjunt tancat i K un conjunt compacte tals que {\displaystyle F\subset K\subset \mathbb {R} ^{n}}. Notem per {\displaystyle F^{c}} el complement de F respecte a K.
Sigui {\displaystyle \{G_{a}\}} un recobriment per oberts de F, llavors {\displaystyle \{G_{a}\}\cup \{F^{c}\}} és un recobriment per oberts de K (podem afegir {\displaystyle F^{c}} ja que és obert). Com que K és compacte llavors {\displaystyle \{G_{a},F^{c}\}} té un refinament finit que també recobreix F. Podem treure {\displaystyle F^{c}} i segueix recobrint F. Així obtenim un refinament finit de qualsevol recobriment per oberts de F
| Si {\displaystyle E\subset K\subset \mathbb {R} ^{n}}, on E és un conjunt infinit i K és compacte, llavors E té un punt d'acumulació en K |

Si E no tingués punts d'acumulació en K llavors {\displaystyle \forall a\in K,\,\exists B_{\varepsilon }(a)=a} on {\displaystyle B_{\varepsilon }} és un entorn de radi ε > 0. És clar que el conjunt d'aquests entorns forma un recobriment de E però no té un refinament finit, el mateix compliria per K que contradiria la hipòtesi que K és compacte.
| Tota k-cel·la és compacta |

Sigui {\displaystyle I} una k-cel·la que consisteix en tots els punts x = (x1, x₂, ..., xk) tal que {\displaystyle a\leq x_{j}\leq b} i {\displaystyle j\in \{1,2,...,k\}}.
Sigui {\displaystyle \delta =(\sum (b_{j}-a_{j})^{2})^{1/2}} llavors si {\displaystyle x,y\in I}, {\displaystyle |xy|<\delta }.
Sigui {\displaystyle \{G_{a}\}} un recobriment arbitrari de I i suposem que I no es pot recobrir amb una família finita dels {\displaystyle G_{a}}.
Prenem {\displaystyle c_{s}={\frac {a_{s}+b_{s}}{2}}} llavors els intervals {\displaystyle [a_{s},c_{s}];[c_{s},b_{s}]} determinen 2k cel·les Qi amb {\displaystyle i\in \{1,2,...,2^{k}\}}. Llavors com a mínim un Qi no es pot recobrir amb una quantitat finita de {\displaystyle G_{a}}. L'anomenarem I1 i així obtenim una successió In tal que:
1. {\displaystyle I_{1}\supset I_{2}\supset I_{3}\supset ...}.
2. {\displaystyle I_{n}} no es pot recobrir amb una quantitat finita dels {\displaystyle G_{a}}.
3. Si {\displaystyle x,y\in I_{n}} llavors {\displaystyle |xy|<2^{-n}\delta }.
4. {\displaystyle \bigcap _{n}I_{n}\neq \emptyset }

Diguem que {\displaystyle h\in \bigcap _{n}I_{n}}; com {\displaystyle \bigcup _{a}G_{a}} recobreix I llavors {\displaystyle h\in G_{b}\subset \bigcup _{a}G_{a}}.
Com que Gb és obert existeix un {\displaystyle B_{\varepsilon }(h)\subset G_{b}}.
Si prenem n prou gran tal que {\displaystyle 2^{-n}\delta <\varepsilon } tenim que aquest {\displaystyle I_{n}\subset B_{\varepsilon }(h)\subset G_{b}} el que contradiu la suposició que no es pot recobrir amb una quantitat finita dels {\displaystyle G_{a}}.

## Demostració del teorema de Heine-Borel
Enunciat: Si un conjunt {\displaystyle E\subset \mathbb {C} ^{n}} té algunes de les propietats, aleshores també té les altres dues (és a dir, són totes equivalents):
1. E és tancat i connex.
2. E és acotat.
3. Tot subconjunt infinit de E té un punt d'acumulació a la frontera de E.

Demostració:
Si compleix 1) llavors {\displaystyle E\subset I} per a alguna k-cel·la {\displaystyle I}, i 1) implicaria 2) pels teoremes 1 i 3 anteriors.
Si es compleix 2), llavors es compleix 3) pel teorema 2 anterior.
Ara falta demostrar que si compleix 3), aleshores compleix 1):
Si E no és connex aleshores conté un conjunt {\displaystyle {x_{n}}} tal que {\displaystyle |x_{n}|>n}, llavors el subconjunt {\displaystyle {x_{n}}} és finit i té un límit en {\displaystyle \mathbb {R} ^{n}}, la qual cosa contradiu 3).
Si E no és obert llavors hi ha un element {\displaystyle x_{0}\in \mathbb {R} ^{n}} que és un punt d'acumulació de E però no és a E. Per a {\displaystyle n=1,2,...} hi ha {\displaystyle x_{n}\in E} tals que {\displaystyle |x_{n}-x_{0}|<1/n}, llavors el conjunt {\displaystyle {x_{n}}} és infinit i té límit contingut en ell mateix, la qual cosa contradiu 3). (Q.E.D.)